# Porcellio rechingeri
Porcellio rechingeri är en kräftdjursart som beskrevs av Hans Strouhal 1937. Porcellio rechingeri ingår i släktet Porcellio och familjen Porcellionidae. Inga underarter finns listade i Catalogue of Life.